# Rivière Boutin
Pour les articles homonymes, voir Boutin.
La rivière Boutin est un affluent de la Petite rivière de la Baleine qui se déverse dans la baie d'Hudson. La rivière Boutin coule vers l'ouest, dans le territoire non organisé de la Baie-d'Hudson, dans la région administrative du Nord-du-Québec, au Québec, au Canada.

## Géographie
Les bassins versants voisins de la rivière Boutin sont :
- côté nord : Petite rivière de la Baleine
- côté est : Lac Lenormand, lacs Mollet
- côté sud : lac Élizabeth, lac Fressel, rivière Coats
- côté ouest : baie d'Hudson

La rivière Boutin tire ses eaux à l'ouest des lacs Mollet et du lac Lenormand. Dans son cours vers l'ouest, la rivière traverse plusieurs plans d'eau. Les principaux plans d'eau de tête de la rivière Boutin sont le lac Élizabeth, lac Fressel, dont la décharge se déverse dans un lac que traverse la rivière Boutin.
La rivière Boutin coule vers l'ouest plus ou moins en parallèle à la Petite rivière de la Baleine. La rivière Boutin se déverse dans le lac Qasigialik que traverse la Petite rivière de la Baleine et qui comporte une douzaine d'îles. L'embouchure de la rivière Boutin est situé à 17,0 km en amont de l'embouchure littoral de la baie d'Hudson.

## Toponymie
La rivière Boutin évoque Jean Boutin, admis arpenteur le 19 juin 1710. Le toponyme a été officialisé le 5 décembre 1968 par la Commission de toponymie du Québec.